# Kasidoli (gmina Priboj)
Kasidoli (cyr. Касидоли) – wieś w Serbii, w okręgu zlatiborskim, w gminie Priboj. W 2011 roku liczyła 347 mieszkańców.